# Richard Brehme
Richard Brehme (geb. 8. März 1826 in Weimar; gest. 13. August 1887 daselbst) war ein deutscher Arzt und Landtagsabgeordneter im Herzogtum Sachsen-Weimar-Eisenach.
Er trat als maßgebliche Persönlichkeit des Märzvereins in der letzten Phase der Revolution 1848/49 hervor. Nach den Unruhen ging er nach Jena, wo er 1854 zum Dr. med. promovierte, um als Arzt dort zu praktizieren, kehrte 1857 jedoch nach Weimar zurück. Er praktizierte als freier Arzt und nahm sich der ärmeren Bevölkerung an, was ihm deren Vertrauen und Achtung einbrachte. In den Jahren 1866/70 war er eine Führungsgestalt bürgerlicher Demokraten in Weimar. Im Jahr 1867 wurde er in den Gemeinderat gewählt und 1871 für den 1. Wahlbezirk in den Landtag von Sachsen-Weimar-Eisenach. Im Gemeinderat nahm er sich des Problems der Wasserleitungen an. Einer seiner berühmtesten Patienten war wohl der Komponist Franz Liszt. Brehme hatte seine Praxis am Theaterplatz 3. In den Erinnerungen von Adelheid von Schorn kommt „Dr. Brehme“ mehrfach vor.
Brehme war großherzoglicher Medizinalrat. Im Jahre 1887 malte ihn James Marshall in Öl. In der Weimarer Nordvorstadt wurde 1889 die Brehmestraße nach ihm benannt.

## Werke
- Richard Brehme: Quae ex amputationibus LXI in nosocomio Jenensi intra octo annos perfectis resultaverunt: dissertatio inauguralis chirurgico-medica ... / publice defendet auctor Richard Brehme, Jena 1854. (Diss. Jena)
- Richard Brehme: Die Diphtheritis mir besonderer Rücksicht auf Prophylaxis und Diätetik, Hermann Böhlau, Weimar 1878.